# 穆爾斯維爾 (密蘇里州)
穆爾斯維爾（英語：Mooresville）是位於美國密蘇里州利文斯頓縣的村。

## 人口
根據2020年美國人口普查的數據，穆爾斯維爾的面積為0.46平方千米，皆為陸地。當地共有人口98人，而人口密度為每平方千米213人。